# Soufrière Hills
Soufrière Hills (soufrière er det franske ord for svovludgang) er en aktiv stratovulkan på den karibiske ø Montserrat. Efter længe at have været inaktiv gik vulkanen i udbrud i 1995 og har siden været i udbrud. Udbruddene har gjort mere end halvdelen af øen Montserrat ubeboelig og har ødelagt hovedstaden Plymouth og har medført omfattende evakueringer af befolkningen. To tredjedele af befolkningen har forladt øen.

## Galleri
- Askesky fra Soufrière Hills, 10 marts 2004
- 22. september 1997 10:46 a.m. udbrud
- Ødelagt lufthavn på øen

## Eksterne links
- Wikimedia Commons har flere filer relateret til Soufrière Hills
- Satellite fotos af udbrud 11. februar 2010
- Montserrat Volcano Observatory (MVO) Arkiveret 2. oktober 2006 hos  Wayback Machine - Overvåging af vulkanen
- USGS Info om Soufrière Hills Volcano Arkiveret 15. maj 2011 hos  Wayback Machine
- 2009 activity at Soufrière Hills Volcano, from NASA Earth Observatory
- Photos taken from a passenger jet of an eruption

| Geologi | Spire Denne artikel om geologi er en spire som bør udbygges. Du er velkommen til at hjælpe Wikipedia ved at udvide den. |

16°43′N 62°11′V / 16.72°N 62.18°V